# Lessac
Lessac é uma comuna francesa na região administrativa da Nova Aquitânia, no departamento de Charente. Estende-se por uma área de 34,14 km². Em 2010 a comuna tinha 536 habitantes (densidade: 15,7 hab./km²).